# Carl Gottlieb Richter
Carl Gottlieb Richter   (Berlín, 1728 - 1809) fou un compositor alemany.
Els seus pares el destinaven a la medicina, que abandonà ben aviat per dedicar-se a la música, i per espai de molts anys fou organista de la catedral de Königsberg.
Carl Gottlieb Richte va ser alumne de Carl Philipp Emanuel Bach i Christoph Schaffrath. Va ser mestre de Johann Friedrich Reichardt
Deixà nombroses obres instrumentals, especialment concerts per a clave.